# Hans Bauer
Hans Bauer (Múnich, República de Weimar, 28 de julio de 1927-Múnich, Alemania, 31 de octubre de 1997), fue un futbolista alemán. Desempeñó gran parte de su carrera en el Bayern de Múnich y ganó el Mundial 1954 con la selección de fútbol de Alemania.

## Clubes
| Club                | País             | Año       | Partidos | Goles |
| FC Wacker Múnich    | Alemania         | 1946-1948 | ¿?       | ¿?    |
| FC Bayern de Múnich | Alemania Federal | 1948-1959 | 259      | 12    |

- Datos: Q635439